# アンリ・ドロネー
アンリ・ドロネー（Henri Delaunay、1883年6月15日 - 1955年11月9日）は、欧州サッカー連盟（UEFA）の初代事務局長。フランス・パリ出身。

## 来歴
アンリ・ドロネーはパリのサッカークラブでプレーしたのち審判員となった。しかし、試合中にボールが顔面に当たった際に口にくわえていたホイッスルによって歯を2本折ってしまい、これを機に彼は審判をやめてしまう。
1906年、23歳でフランス・インターフェデラル・コミッティー（CFI）の事務局長に就任した。CFIは1919年にフランスサッカー連盟（FFF）となるが、彼はひきつづき事務局長として留まった。
1920年に国際サッカー連盟（FIFA）に引き抜かれ、競技規則に関する諮問委員となった。1924年から1928年まで、ルール制定などを行う国際サッカー評議会（IFAB）にFIFA代表として参加。この頃、ジュール・リメによってFIFAワールドカップの開催が提案されると、1927年アンリ・ドロネーはワールドカップ実現の第一歩としてヨーロッパ選手権の開催を提案。しかし、ワールドカップの初開催が決定したあと、FIFAはその準備に追われ彼の提案は見送りになった。
1954年、欧州サッカー連盟（UEFA）が創立。初代事務局長となったアンリ・ドロネーはヨーロッパ選手権を実現するべく奔走する。ところが翌年彼は病にかかり、欧州選手権の実現を見ることなくこの世を去ってしまった。彼の意志をついで息子のピエール・ドロネーが2代目のUEFA事務局長に就任。とうとう1960年に初めての欧州ネイションズカップがフランスで開催され、この大会の実現に尽力した彼の功績をたたえて優勝トロフィーはアンリ・ドロネー杯と名付けられた。

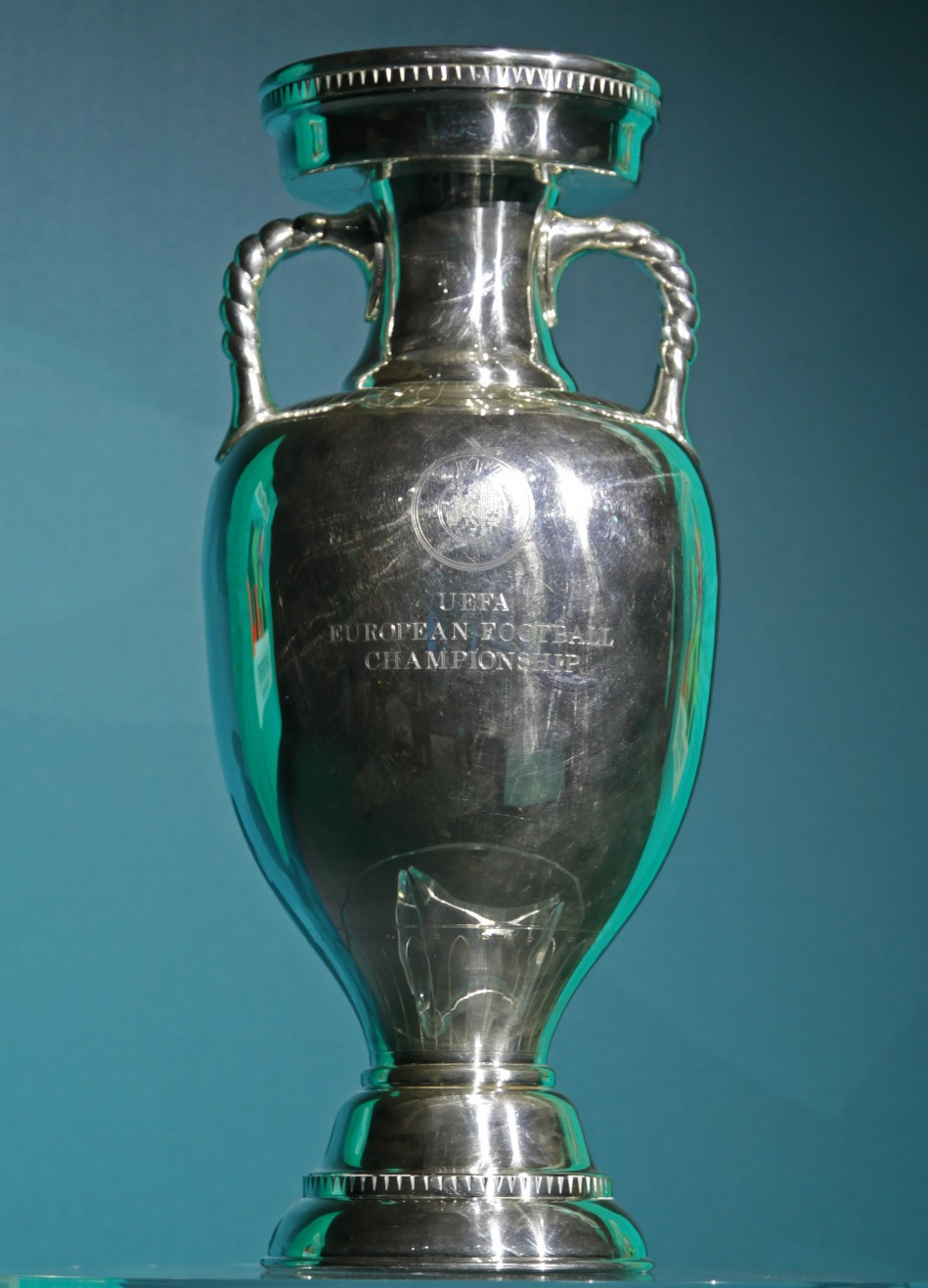
アンリ・ドロネー杯(2017年)

その功績からフランスにおいて、1927年にレジオンドヌール勲章を叙勲。2005年、Gloire du sport（フランス語で『スポーツの栄光』の意。）受賞。